# Morositas (singolo)
Morositas è un singolo di Federica Carta con la partecipazione di Random, pubblicato il 18 settembre 2020 come terzo estratto dal quarto album in studio della cantante.

## Tracce
1. Morositas – 3:02

## Video musicale
Il videoclip è stato pubblicato il 6 novembre, diretto da Gianluigi Carella.